# Microdus flaccidulus
Microdus flaccidulus là một loài rêu trong họ Dicranaceae. Loài này được Mitt. Besch. mô tả khoa học đầu tiên năm 1897.